# Villeneuve-la-Rivière
Villeneuve-la-Rivière (katalanska: Vilanova de la Ribera) är en kommun i departementet Pyrénées-Orientales i regionen Occitanien i södra Frankrike. Kommunen ligger i kantonen Saint-Estève som tillhör arrondissementet Perpignan. År 2022 hade Villeneuve-la-Rivière 1 360 invånare.

## Befolkningsutveckling
Antalet invånare i kommunen Villeneuve-la-Rivière
| Referens: INSEE |